# 正法寺 (愛知県南知多町)
正法寺（しょうぼうじ）は、愛知県知多郡南知多町にある天台宗の寺院。山号は大悲山。

## 由緒
天福元年（1233年）、比叡山の徹円阿闍梨が、源義朝の家臣で野間で義朝とともに舅である長田忠致に殺害された鎌田政清を供養するため建立した寺である。寺がある場所は鎌田政清の居城跡であり、本尊の毘沙門天像は政清の念持物と伝わる。本堂は多宝塔造りで、昭和50年（1975年）に再建されたものである。平成9年（1997年）、不審火により本堂以外が全焼したが、その後弘法堂と客殿が再建されている。
　

## 文化財

### 南知多町指定文化財
- 大般若経（写経） - 1985年（昭和60年）7月1日指定